# Julio Santamaría Mirones
Julio Santamaría Mirones (Santander, Cantabria, 6 de enero de 1938-Santander, 3 de agosto de 2022) fue un futbolista español que jugaba como centrocampista. Desarrolló su carrera en el Real Racing Club de Santander, donde también fue secretario técnico del club a finales de los años 70 y durante los años 80. 

## Trayectoria
Julio nació en Santander. Su hermano mayor Paco también fue futbolista.
Comenzó su carrera futbolista cuando contaba trece años, participando en el Campeonato Playero de la capital cántabra, y al año siguiente fue fichado por el Racing de Santander. El 22 de enero de 1956 debutó con el club santanderino en Segunda División, jugando en los campos de Sport del Sardinero frente al Sestao. Marcó uno de los dos goles que dieron el triunfo a los locales (2-0) que formaron con Lobera, Campón, Barrenechea, Santín, Pardo, Maristany, Arsuaga, Julio Santamaría, Tarro, San Emeterio y Urdiales. Tiempo después jugó con su hermano en varios partidos oficiales como racinguistas.
Continuó su carrera en el Rayo Cantabria (1959), Real Jaén Club de Fútbol y Unión Deportiva Las Palmas, con la que ascendió a Primera División (1963).
Posteriormente formó parte del Algeciras Club de Fútbol (1964) y del Unión Popular de Langreo (1965-1969) antes de concluir su carrera en el Racing (1971), con el que previamente había ascendido a Segunda División en la temporada 1969/70. En el equipo cántabro marcó 37 goles en 86 partidos. En los años setenta, fichó por el club como ojeador y posteriormente como secretario técnico, desde finales de los 70 hasta finales de los 80.
Julio estaba casado con Inmaculada Fleitas Sánchez. El matrimonio tuvo cuatro hijos: Ruth, Inmaculada, Mar y Julio.

## Clubes
| Club                          | País   | Año       |
| ----------------------------- | ------ | --------- |
| Real Racing Club de Santander | España | 1956-1959 |
| Rayo Cantabria                | España | 1959-1959 |
| Real Jaén Club de Fútbol      | España | 1959-1961 |
| Unión Deportiva Las Palmas    | España | 1960-1964 |
| Algeciras Club de Fútbol      | España | 1964-1965 |
| Unión Popular de Langreo      | España | 1965-1969 |
| Real Racing Club de Santander | España | 1969-1971 |